# Jakov Gotovac

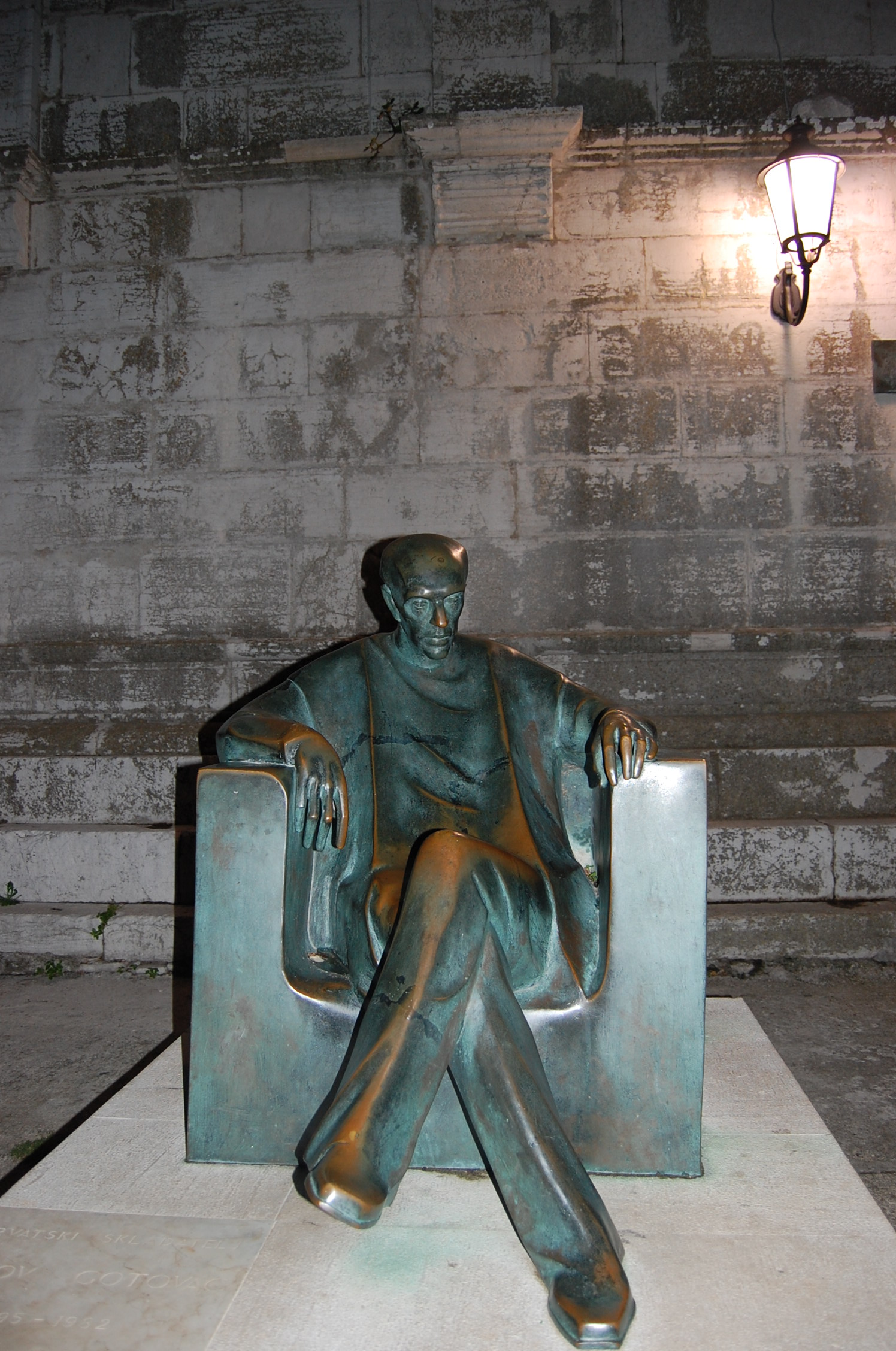
Pomnik Jakova Gotovaca w Osorze

Jakov Gotovac (ur. 11 października 1895 w Splicie, zm. 16 października 1982 w Zagrzebiu) – jugosłowiański i chorwacki kompozytor i dyrygent. Jest autorem znanej chorwackiej komicznej opery Ero s onoga svijeta.